# ۱۰۹۶ (خورشیدی)
۱۰۹۶ هزار و نود و ششمین سال هجری خورشیدی است.